# CN Blue/Diskografie
Diese Diskografie ist eine Übersicht über die musikalischen Werke der südkoreanischen Boyband CN Blue.

## Alben

### Studioalben
| Jahr                       | Titel              | Höchstplatzierung, Gesamtwochen, AuszeichnungChartplatzierungen (Jahr, Titel, Platzierungen, Wochen, Auszeichnungen, Anmerkungen) | Höchstplatzierung, Gesamtwochen, AuszeichnungChartplatzierungen (Jahr, Titel, Platzierungen, Wochen, Auszeichnungen, Anmerkungen) | Anmerkungen                                                             |
| Jahr                       | Titel              | KR | JP | Anmerkungen                                                             |
| -------------------------- | ------------------ | --- | --- | ----------------------------------------------------------------------- |
| Südkoreanische Studioalben |                    | | |                                                                         |
|                            |                    | | |                                                                         |
| 2011                       | First Step         | KR1 (91 Wo.)KR | — | Erstveröffentlichung: 21. März 2011 Verkäufe KR: 134.732                |
| 2015                       | 2gether            | KR1 (14 Wo.)KR | — | Erstveröffentlichung: 14. September 2015 Verkäufe KR: 82.789, JP: 6.785 |
| Japanische Studioalben     |                    | | |                                                                         |
|                            |                    | | |                                                                         |
| 2010                       | ThankU             | — | JP90 (18 Wo.)JP | Erstveröffentlichung: 20. März 2010 Verkäufe JP: 10.237                 |
| 2011                       | 392                | — | JP6 (10 Wo.)JP | Erstveröffentlichung: 1. September 2011 Verkäufe JP: 26.642             |
| 2012                       | Code Name Blue     | KR33 (1 Wo.)KR | JP1 (9 Wo.)JP | Erstveröffentlichung: 29. August 2012 Verkäufe JP: 57,744, KR: 495      |
| 2013                       | What Turns You On? | — | JP2 (11 Wo.)JP | Erstveröffentlichung: 28. August 2013 Verkäufe JP: 52.989               |
| 2014                       | Wave               | — | JP3 (10 Wo.)JP | Erstveröffentlichung: 17. September 2014 Verkäufe JP: 42.080            |
| 2015                       | Colors             | — | JP1 (7 Wo.)JP | Erstveröffentlichung: 30. September 2015 Verkäufe JP: 35.897            |
| 2016                       | Euphoria           | — | JP2 (6 Wo.)JP | Erstveröffentlichung: 19. Oktober 2016 Verkäufe JP: 36.324              |
| 2017                       | Stay Gold          | — | JP3 (5 Wo.)JP | Erstveröffentlichung: 18. Oktober 2017 Verkäufe JP: 30.778              |
| 2023                       | Pleasures          | — | JP3 (6 Wo.)JP | Erstveröffentlichung: 25. Oktober 2023 Verkäufe JP: 12.004              |

### Kompilationen
| Jahr | Titel                                  | Höchstplatzierung, Gesamtwochen, AuszeichnungChartplatzierungen (Jahr, Titel, Platzierungen, Wochen, Auszeichnungen, Anmerkungen) | Höchstplatzierung, Gesamtwochen, AuszeichnungChartplatzierungen (Jahr, Titel, Platzierungen, Wochen, Auszeichnungen, Anmerkungen) | Anmerkungen                                               |
| Jahr | Titel                                  | KR | JP | Anmerkungen                                               |
| ---- | -------------------------------------- | --- | --- | --------------------------------------------------------- |
| 2013 | Present                                | KR3 (15 Wo.)KR | — | Erstveröffentlichung: 5. Februar 2013 Verkäufe KR: 36.507 |
| 2014 | Korea Best Album ’Present’             | — | JP2 (7 Wo.)JP | Erstveröffentlichung: 5. Februar 2014 Verkäufe JP: 25.544 |
| 2018 | Best of CN Blue / Our Book [2011–2018] | — | JP6 (4 Wo.)JP | Erstveröffentlichung: 29. August 2018 Verkäufe JP: 19.952 |

### EPs
| Jahr               | Titel                     | Höchstplatzierung, Gesamtwochen, AuszeichnungChartplatzierungen (Jahr, Titel, Platzierungen, Wochen, Auszeichnungen, Anmerkungen) | Höchstplatzierung, Gesamtwochen, AuszeichnungChartplatzierungen (Jahr, Titel, Platzierungen, Wochen, Auszeichnungen, Anmerkungen) | Anmerkungen                                                             |
| Jahr               | Titel                     | KR | JP | Anmerkungen                                                             |
| ------------------ | ------------------------- | --- | --- | ----------------------------------------------------------------------- |
| Südkoreanische EPs |                           | | |                                                                         |
|                    |                           | | |                                                                         |
| 2010               | Bluetory                  | KR1 (121 Wo.)KR | — | Erstveröffentlichung: 14. Januar 2010 Verkäufe KR: 219.402, JP: 45.607  |
| 2010               | Bluelove                  | KR3 (90 Wo.)KR | — | Erstveröffentlichung: 19. Mai 2010 Verkäufe KR: 161.133, JP: 31.542     |
| 2011               | First Step +1 Thank You   | KR1 (12 Wo.)KR | — | Erstveröffentlichung: 26. April 2011 Verkäufe KR: 231.447, JP: 23.773   |
| 2012               | Ear Fun                   | KR1 (28 Wo.)KR | — | Erstveröffentlichung: 26. März 2012 Verkäufe KR: 122.515, JP: 24.765    |
| 2013               | Re:Blue                   | KR1 (54 Wo.)KR | — | Erstveröffentlichung: 14. Januar 2013 Verkäufe KR: 128.026, JP: 23.958  |
| 2014               | Can’t Stop                | KR1 (37 Wo.)KR | — | Erstveröffentlichung: 24. Februar 2014 Verkäufe KR: 117.371, JP: 19.429 |
| 2016               | Blueming                  | KR1 (6 Wo.)KR | — | Erstveröffentlichung: 4. April 2016 Verkäufe KR: 62.026, JP: 10.078     |
| 2017               | 7°CN                      | KR2 (7 Wo.)KR | — | Erstveröffentlichung: 20. März 2017 Verkäufe KR: 53.559, JP: 5.521      |
| 2020               | Re-Code                   | KR5 (5 Wo.)KR | — | Erstveröffentlichung: 17. November 2020 Verkäufe KR: 37.380             |
| 2021               | Wanted                    | KR10 (2 Wo.)KR | — | Erstveröffentlichung: 20. Oktober 2021 Verkäufe KR: 27.996, JP: 2.241   |
| 2024               | X                         | KR9 (7 Wo.)KR | — | Erstveröffentlichung: 14. Oktober 2024                                  |
| Japanische EPs     |                           | | |                                                                         |
|                    |                           | | |                                                                         |
| 2009               | Now or Never              | — | — | Erstveröffentlichung: 19. August 2009                                   |
| 2009               | Voice                     | — | JP227 (2 Wo.)JP | Erstveröffentlichung: 25. November 2009 Verkäufe JP: 1.000              |
| 2012               | Voice (Re-Release)        | — | JP91 (1 Wo.)JP | Erstveröffentlichung: 14. März 2012 Verkäufe JP: 1.113                  |
| 2013               | Now or Never (Re-Release) | — | JP95 (4 Wo.)JP | Erstveröffentlichung: 18. März 2013 Verkäufe JP: 2.300                  |

grau schraffiert: keine Chartdaten aus diesem Jahr verfügbar

## Singles
| Jahr | Titel Album                                      | Höchstplatzierung, Gesamtwochen, AuszeichnungChartplatzierungen (Jahr, Titel, Album, Platzierungen, Wochen, Auszeichnungen, Anmerkungen) | Höchstplatzierung, Gesamtwochen, AuszeichnungChartplatzierungen (Jahr, Titel, Album, Platzierungen, Wochen, Auszeichnungen, Anmerkungen) | Anmerkungen                                                          |
| Jahr | Titel Album                                      | KR | JP | Anmerkungen                                                          |
| --- | ------------------------------------------------ | --- | --- | -------------------------------------------------------------------- |
| Südkoreanische Singles |                                                  | | |                                                                      |
| |                                                  | | |                                                                      |
| 2010 | I’m a Loner Bluetory                             | KR2 (15 Wo.)KR | — | Erstveröffentlichung: 2010 Verkäufe KR: 3.157.800                    |
| 2010 | Love Bluelove                                    | KR2 (16 Wo.)KR | — | Erstveröffentlichung: 2010 Verkäufe KR: 2.445.117                    |
| 2011 | Intuition First Step                             | KR1 (12 Wo.)KR | — | Erstveröffentlichung: 2011 Verkäufe KR: 2.253.757                    |
| 2011 | Love Girl (New Version) First Step + 1 Thank You | KR19 (5 Wo.)KR | — | Erstveröffentlichung: 2011 Verkäufe KR: 503.053                      |
| 2012 | Still in Love Ear Fun                            | KR3 (8 Wo.)KR | — | Erstveröffentlichung: 2012 Verkäufe KR: 1.312.009                    |
| 2012 | Hey You Ear Fun                                  | KR1 (10 Wo.)KR | — | Erstveröffentlichung: 2012 Verkäufe KR: 1.257.932                    |
| 2013 | I’m Sorry Re:Blue                                | KR2 (14 Wo.)KR | — | Erstveröffentlichung: 2013 Verkäufe KR: 1.223.055                    |
| 2014 | Can’t Stop                                       | KR3 (11 Wo.)KR | — | Erstveröffentlichung: 2014 Verkäufe KR: 753.113                      |
| 2015 | Cinderella 2gether                               | KR10 (4 Wo.)KR | — | Erstveröffentlichung: 14. September 2015 Verkäufe KR: 269.573        |
| 2016 | You’re So Fine Blueming                          | KR19 (4 Wo.)KR | — | Erstveröffentlichung: 4. April 2016 Verkäufe KR: 342.546             |
| 2017 | Between Us 7°CN                                  | KR33 (1 Wo.)KR | — | Erstveröffentlichung: 20. März 2017 Verkäufe KR: 44.833              |
| 2020 | Then, Now and Forever Re-Code                    | KR145 (1 Wo.)KR | — | Erstveröffentlichung: 2020                                           |
| 2021 | Love Cut Wanted                                  | KR118 (2 Wo.)KR | — | Erstveröffentlichung: 2021                                           |
| 2024 | A Sleepless Night (그리운건 그대일까 그때일까) X | KR91 (1 Wo.)KR | — | Erstveröffentlichung: 2024                                           |
| Japanische Singles |                                                  | | |                                                                      |
| |                                                  | | |                                                                      |
| 2010 | The Way 392                                      | — | JP26 (16 Wo.)JP | Erstveröffentlichung: 23. Juni 2010 Verkäufe JP: 9.898               |
| 2010 | I Don’t Know Why 392                             | — | JP15 (9 Wo.)JP | Erstveröffentlichung: 16. September 2010 Verkäufe JP: 14.530         |
| 2011 | Re-Maintenance 392                               | — | JP12 (14 Wo.)JP | Erstveröffentlichung: 9. Januar 2011 Verkäufe JP: 16.790             |
| 2011 | In My Head Code Name Blue                        | KR29 (3 Wo.)KR | JP4 Gold · (13 Wo.)JP | Erstveröffentlichung: 19. Oktober 2011 Verkäufe JP: 83.351, KR: 924  |
| 2012 | Where You Are Code Name Blue                     | KR11 (2 Wo.)KR | JP1 (10 Wo.)JP | Erstveröffentlichung: 1. Februar 2012 Verkäufe JP: 71.417, KR: 981   |
| 2012 | Come On Code Name Blue                           | KR36 (1 Wo.)KR | JP5 (5 Wo.)JP | Erstveröffentlichung: 1. August 2012 Verkäufe JP: 39.250, KR: 698    |
| 2012 | Robot What Turns You On?                         | KR23 (1 Wo.)KR | JP2 (7 Wo.)JP | Erstveröffentlichung: 19. Dezember 2012 Verkäufe JP: 48.311, KR: 698 |
| 2013 | Blind Love What Turns You On?                    | — | JP4 (9 Wo.)JP | Erstveröffentlichung: 24. April 2013 Verkäufe JP: 54.254             |
| 2013 | Lady What Turns You On?                          | — | JP4 (6 Wo.)JP | Erstveröffentlichung: 31. Juli 2013 Verkäufe JP: 46.468              |
| 2014 | Truth Wave                                       | KR34 (1 Wo.)KR | JP4 (6 Wo.)JP | Erstveröffentlichung: 23. April 2014 Verkäufe JP: 39.826, KR: 425    |
| 2014 | Go Your Way Wave                                 | — | JP8 (5 Wo.)JP | Erstveröffentlichung: 20. August 2014 Verkäufe JP: 27.331            |
| 2015 | White Colors                                     | — | JP4 (5 Wo.)JP | Erstveröffentlichung: 8. April 2015 Verkäufe JP: 29.101              |
| 2016 | Puzzle Euphoria                                  | — | JP4 (4 Wo.)JP | Erstveröffentlichung: 11. Mai 2016 Verkäufe JP: 30.701               |
| 2017 | Shake Stay Gold                                  | — | JP5 (4 Wo.)JP | Erstveröffentlichung: 10. Mai 2017 Verkäufe JP: 26.782               |
| 2021 | Zoom –                                           | — | JP8 (3 Wo.)JP | Erstveröffentlichung: 23. Juni 2021                                  |
| 2022 | Let It Shine –                                   | — | JP9 (4 Wo.)JP | Erstveröffentlichung: 19. Oktober 2022                               |
| 2024 | (人生賛歌) –                                     | — | JP7 (6 Wo.)JP | Erstveröffentlichung: 9. Oktober 2024                                |
| Folgende Lieder erschienen nicht als Single, wurden aber durch das Album zum Download und Streaming bereitgestellt und konnten somit eine Platzierung erlangen: |                                                  | | |                                                                      |
| |                                                  | | |                                                                      |
| 2010 | Y, Why… Bluetory                                 | KR48 (2 Wo.)KR | — | Charteinstieg: 22. Januar 2010                                       |
| 2010 | I Will… Forget You… Bluetory                     | KR81 (1 Wo.)KR | — | Charteinstieg: 22. Januar 2010                                       |
| 2010 | Love Revolution Bluetory                         | KR129 (1 Wo.)KR | — | Charteinstieg: 22. Januar 2010                                       |
| 2010 | Now or Never Bluetory                            | KR134 (1 Wo.)KR | — | Charteinstieg: 22. Januar 2010                                       |
| 2010 | Love Light Bluelove                              | KR10 (17 Wo.)KR | — | Charteinstieg: 14. Mai 2010                                          |
| 2010 | Sweet Holiday Bluelove                           | KR50 (6 Wo.)KR | — | Charteinstieg: 21. Mai 2010                                          |
| 2010 | Black Flower Bluelove                            | KR96 (1 Wo.)KR | — | Charteinstieg: 28. Mai 2010                                          |
| 2010 | Tattoo Bluelove                                  | KR112 (1 Wo.)KR | — | Charteinstieg: 28. Mai 2010                                          |
| 2010 | Let’s Go Crazy Bluelove                          | KR166 (1 Wo.)KR | — | Charteinstieg: 28. Mai 2010                                          |
| 2011 | Love Girl First Step                             | KR20 (8 Wo.)KR | — | Charteinstieg: 25. März 2011                                         |
| 2011 | Don’t Say Good Bye First Step +1 Thank You       | KR92 (1 Wo.)KR | — | Charteinstieg: 2011                                                  |
| 2011 | Imagine First Step                               | KR23 (5 Wo.)KR | — | Charteinstieg: 25. März 2011                                         |
| 2011 | Love Follows the Rain First Step                 | KR39 (3 Wo.)KR | — | Charteinstieg: 25. März 2011                                         |
| 2011 | I Don’t Know Why First Step                      | KR41 (2 Wo.)KR | — | Charteinstieg: 25. März 2011                                         |
| 2011 | Lie First Step                                   | KR52 (2 Wo.)KR | — | Charteinstieg: 25. März 2011                                         |
| 2011 | One Time First Step                              | KR61 (1 Wo.)KR | — | Charteinstieg: 25. März 2011                                         |
| 2011 | Thank You First Step                             | KR69 (1 Wo.)KR | — | Charteinstieg: 25. März 2011                                         |
| 2011 | Wanna Be Like U First Step                       | KR73 (1 Wo.)KR | — | Charteinstieg: 25. März 2011                                         |
| 2011 | Just Please First Step                           | KR74 (1 Wo.)KR | — | Charteinstieg: 25. März 2011                                         |
| 2011 | Ready N Go First Step                            | KR81 (1 Wo.)KR | — | Charteinstieg: 25. März 2011                                         |
| 2011 | One of a Kind First Step                         | KR89 (1 Wo.)KR | — | Charteinstieg: 25. März 2011                                         |
| 2012 | Friday (T.G.I. Friday’s Brand Song) –            | KR26 (2 Wo.)KR | — | Charteinstieg: 2012 Promo-Single                                     |
| 2012 | In My Head Ear Fun                               | KR65 (1 Wo.)KR | — | Charteinstieg: 23. März 2012                                         |
| 2012 | Dream Boy Ear Fun                                | KR72 (1 Wo.)KR | — | Charteinstieg: 23. März 2012                                         |
| 2012 | Dream Boy Run                                    | KR79 (1 Wo.)KR | — | Charteinstieg: 23. März 2012                                         |
| 2012 | Rock n’ Roll Run                                 | KR88 (1 Wo.)KR | — | Charteinstieg: 23. März 2012                                         |
| 2013 | Lady Present                                     | KR43 (1 Wo.)KR | — | Charteinstieg: 2013                                                  |
| 2013 | Feel Good (Samsung Galaxy Music’s Brand Song) –  | KR27 (3 Wo.)KR | — | Charteinstieg: 2013 Promo-Single                                     |
| 2013 | The Guy Like Me Re:Blue                          | KR48 (2 Wo.)KR | — | Charteinstieg: 18. Januar 2013                                       |
| 2013 | Myself More than You Re:Blue                     | KR41 (2 Wo.)KR | — | Charteinstieg: 18. Januar 2013                                       |
| 2013 | Coffee Shop Re:Blue                              | KR46 (2 Wo.)KR | — | Charteinstieg: 18. Januar 2013                                       |
| 2013 | La La La Re:Blue                                 | KR56 (1 Wo.)KR | — | Charteinstieg: 18. Januar 2013                                       |
| 2013 | Where You Are (English Version) Re:Blue          | KR122 (1 Wo.)KR | — | Charteinstieg: 18. Januar 2013                                       |
| 2013 | One More Time Present                            | KR192 (1 Wo.)KR | — | Charteinstieg: 18. Januar 2013                                       |
| 2013 | Blind Love Present                               | KR199 (1 Wo.)KR | — | Charteinstieg: 18. Januar 2013                                       |
| 2014 | Cold Love Can’t Stop                             | KR52 (1 Wo.)KR | — | Charteinstieg: 28. Februar 2014                                      |
| 2014 | Cold Love Sleepless Night                        | KR60 (1 Wo.)KR | — | Charteinstieg: 28. Februar 2014                                      |
| 2014 | Love Is... Sleepless Night                       | KR64 (1 Wo.)KR | — | Charteinstieg: 28. Februar 2014                                      |
| 2014 | Diamond Girl Sleepless Night                     | KR65 (1 Wo.)KR | — | Charteinstieg: 28. Februar 2014                                      |
| 2014 | Like a Child Can’t Stop                          | KR76 (2 Wo.)KR | — | Charteinstieg: 28. Februar 2014                                      |

## Videoalben
| Jahr                      | Titel                                                                             | Höchstplatzierung, Gesamtwochen, AuszeichnungChartplatzierungen (Jahr, Titel, Platzierungen, Wochen, Auszeichnungen, Anmerkungen) | Höchstplatzierung, Gesamtwochen, AuszeichnungChartplatzierungen (Jahr, Titel, Platzierungen, Wochen, Auszeichnungen, Anmerkungen) | Anmerkungen                              |
| Jahr                      | Titel                                                                             | KR | JP | Anmerkungen                              |
| ------------------------- | --------------------------------------------------------------------------------- | --- | --- | ---------------------------------------- |
| Südkoreanische Videoalben |                                                                                   | | |                                          |
|                           |                                                                                   | | |                                          |
| 2011                      | Listen to the CN Blue CN Blue 1st Live Concert 2010 @ Ax-Korea                    | — | JP15 (5 Wo.)JP | Erstveröffentlichung: 22. Juni 2011      |
| 2012                      | CNBLUE Blue Storm                                                                 | — | — | Erstveröffentlichung: 2. Februar 2012    |
| 2013                      | 2012 CN Blue Live in Seoul:Blue Night                                             | — | JP25 (2 Wo.)JP | Erstveröffentlichung: 21. August 2013    |
| 2013                      | CN Blue 2013 World Tour Live in Seoul Blue Moon                                   | — | JP16 (5 Wo.)JP | Erstveröffentlichung: 25. Dezember 2013  |
| 2016                      | Come Together Tour                                                                | KR10 (1 Wo.)KR | — | Erstveröffentlichung: 3. August 2016     |
| 2018                      | 2017 CN Blue Live (Between Us) Tour                                               | KR22 (1 Wo.)KR | JP8 (2 Wo.)JP | Erstveröffentlichung: 28. März 2018      |
| Japanische Videoalben     |                                                                                   | | |                                          |
|                           |                                                                                   | | |                                          |
| 2011                      | CN Blue 2nd Single Release Live Tour～Listen to the CN Blue～                     | — | JP5 (11 Wo.)JP | Erstveröffentlichung: 9. Februar 2011    |
| 2011                      | (CN Blue Zepp Tour 2011～Re-Maintenance～) @ Zepp Tokyo                           | — | JP16 (24 Wo.)JP | Erstveröffentlichung: 25. April 2011     |
| 2011                      | CN Blue Special                                                                   | — | JP26 (3 Wo.)JP | Erstveröffentlichung: 1. August 2011     |
| 2011                      | CN Blue 2nd Album Release Live ～392～ @ Yokohama Arena                           | — | JP6 (8 Wo.)JP | Erstveröffentlichung: 28. Dezember 2011  |
| 2012                      | CNBLUE Winter Tour 2011 Here, In My Head @ Yoyogi National Gymnasium              | — | JP2 (6 Wo.)JP | Erstveröffentlichung: 14. März 2012      |
| 2012                      | MTV Unplugged                                                                     | — | JP4 (6 Wo.)JP | Erstveröffentlichung: 27. Juni 2012      |
| 2012                      | CN Blue (完全密着ドキュメント24時 ～K-Popスター 世界を魅了する＜初回生産限定盤＞) | — | JP10 (2 Wo.)JP | Erstveröffentlichung: 19. Dezember 2012  |
| 2013                      | CNBLUE Arena Tour 2012 Come On!!! @ Saitama Super Arena                           | — | JP3 (6 Wo.)JP | Erstveröffentlichung: 20. März 2013      |
| 2013                      | Zepp Tour 2013 Lady @ Zepp Tokyo                                                  | — | JP2 (5 Wo.)JP | Erstveröffentlichung: 2. Oktober 2013    |
| 2014                      | Arena Tour 2013 One More Time @ Nippon Gaishi Hall                                | — | JP3 (5 Wo.)JP | Erstveröffentlichung: 5. März 2014       |
| 2014                      | The Story of CN Blue / Never Stop                                                 | — | JP5 (5 Wo.)JP | Erstveröffentlichung: 16. Juli 2014      |
| 2015                      | 2014 Arena Tour „Wave“ @ Osaka-jo Hall                                            | — | JP4 (6 Wo.)JP | Erstveröffentlichung: 11. März 2015      |
| 2015                      | Spring Live 2015 „White“ @ Yokohama Arena                                         | — | JP3 (4 Wo.)JP | Erstveröffentlichung: 5. August 2015     |
| 2016                      | 2015 Arena Tour: Be a Supernova @ Osaka-jo Hall                                   | — | JP4 (5 Wo.)JP | Erstveröffentlichung: 13. April 2016     |
| 2016                      | Spring Live 2016 „We’re Like a Puzzle“ @ Nippon Budokan                           | — | JP3 (5 Wo.)JP | Erstveröffentlichung: 21. September 2016 |
| 2017                      | 5th Anniversary Arena Tour 2016 „Our Glory Days“ @Nippon Gaishi Hall              | — | JP10 (4 Wo.)JP | Erstveröffentlichung: 29. März 2017      |
| 2017                      | Spring Live 2017 „Shake! Shake!“ @Osaka-jo Hall                                   | — | JP5 (4 Wo.)JP | Erstveröffentlichung: 18. Oktober 2017   |
| 2018                      | CN Blue 2017 ArenaLive Tour ～Starting Over～ @ Yokohama Arena                    | — | JP2 (4 Wo.)JP | Erstveröffentlichung: 9. Mai 2018        |
| 2019                      | CN Blue:Film Live in Japan 2011-2017 “Our Voices”                                 | — | JP8 (3 Wo.)JP | Erstveröffentlichung: 28. August 2019    |
| 2023                      | CN Blue Autumn Concert 2022 ～Let It Shine～ @Nippon Budokan                      | — | JP6 (7 Wo.)JP | Erstveröffentlichung: 29. März 2023      |
| 2023                      | CN Blue Zepp Tour 2023 ～Caliing～ @Tokyo Garden Theater                          | — | JP9 (3 Wo.)JP | Erstveröffentlichung: 29. September 2023 |
| 2024                      | CN Blue Autumn Concert 2023 ~Pleasures~ @Nippon Budokan                           | — | JP4 (4 Wo.)JP | Erstveröffentlichung: 3. April 2024      |

## Musikvideos
| Jahr | Titel          | Regisseur(e)     |
| ---- | -------------- | ---------------- |
| 2010 | I’m a Loner    |                  |
| 2010 | Love           | Masakazu Fukatsu |
| 2011 | Intuition      |                  |
| 2011 | Love Girl      | Masakazu Fukatsu |
| 2012 | Still in Love  |                  |
| 2012 | Hey You        |                  |
| 2012 | Friday         |                  |
| 2013 | I’m Sorry      |                  |
| 2013 | Feel Good      |                  |
| 2014 | Can’t Stop     |                  |
| 2015 | Cinderella     |                  |
| 2016 | You’re So Fine | Lee HJ           |
| 2017 | Between Us     | Jung Jin-su      |

| Jahr | Titel              | Regisseur(e)                   |
| ---- | ------------------ | ------------------------------ |
| 2011 | In My Head         | Shin Nagashima, Yoshihito Mori |
| 2012 | Where You Are      | Shin Nagashima, Yoshihito Mori |
| 2012 | Come On            | Shin Nagashima, Yoshihito Mori |
| 2012 | Time Is Over       | Shin Nagashima, Yoshihito Mori |
| 2012 | Robot              | Shin Nagashima, Yoshihito Mori |
| 2013 | Blind Love         | Shin Nagashima, Yoshihito Mori |
| 2013 | Lady               | Fukui Hideaki                  |
| 2013 | One More Time      | Mao Muramatsu                  |
| 2014 | Truth              | Hong Won-ki                    |
| 2014 | Still              | Murakami Tatsuya               |
| 2014 | Go Your Way        | Hong Won-ki                    |
| 2014 | Radio              | Wataru Saitō                   |
| 2015 | White              | Mitsuishi Naoya                |
| 2015 | Supernova          | Michihito Fujii                |
| 2016 | Puzzle             | Surplus X Production           |
| 2016 | Glory Days         | Lee Ho-jae                     |
| 2017 | Shake              | Jinsoo Chung                   |
| 2017 | Starting Over      | Hong Won-ki                    |
| 2018 | Don’t Say Good Bye | Hong Won-ki, Genki Kojima      |

## Statistik

### Chartauswertung
|                     | KR     | JP     |
| ------------------- | ------ | ------ |
| Nummer-eins-Alben   | KR8KR  | JP2JP  |
| Top-10-Alben        | KR14KR | JP10JP |
| Alben in den Charts | KR15KR | JP14JP |

|                       | KR     | JP     |
| --------------------- | ------ | ------ |
| Nummer-eins-Singles   | KR2KR  | JP1JP  |
| Top-10-Singles        | KR9KR  | JP13JP |
| Singles in den Charts | KR59KR | JP13JP |

|                          | KR    | JP     |
| ------------------------ | ----- | ------ |
| Nummer-eins-Videoalben   | KR—KR | JP—JP  |
| Top-10-Videoalben        | KR1KR | JP22JP |
| Videoalben in den Charts | KR2KR | JP27JP |

### Auszeichnungen für Musikverkäufe
Anmerkung: Auszeichnungen in Ländern aus den Charttabellen bzw. Chartboxen sind in ebendiesen zu finden.
| Land/RegionAuszeichnungen für Musikverkäufe (Land/Region, Auszeichnungen, Verkäufe, Quellen) | Gold  | Platin | Verkäufe | Quellen    |
| -------------------------------------------------------------------------------------------- | ----- | ------ | -------- | ---------- |
| Japan (RIAJ)                                                                                 | Gold1 | —      | 100.000  | riaj.or.jp |
| Insgesamt                                                                                    | Gold1 | —      |          |            |